# Rupert V van Nassau
Rupert V van Nassau (1280 – (gesneuveld) in Bohemen, 2 december 1304), Duits: Rupert V. Graf von Nassau, was graaf van Nassau uit de Walramse Linie van het Huis Nassau.

## Biografie

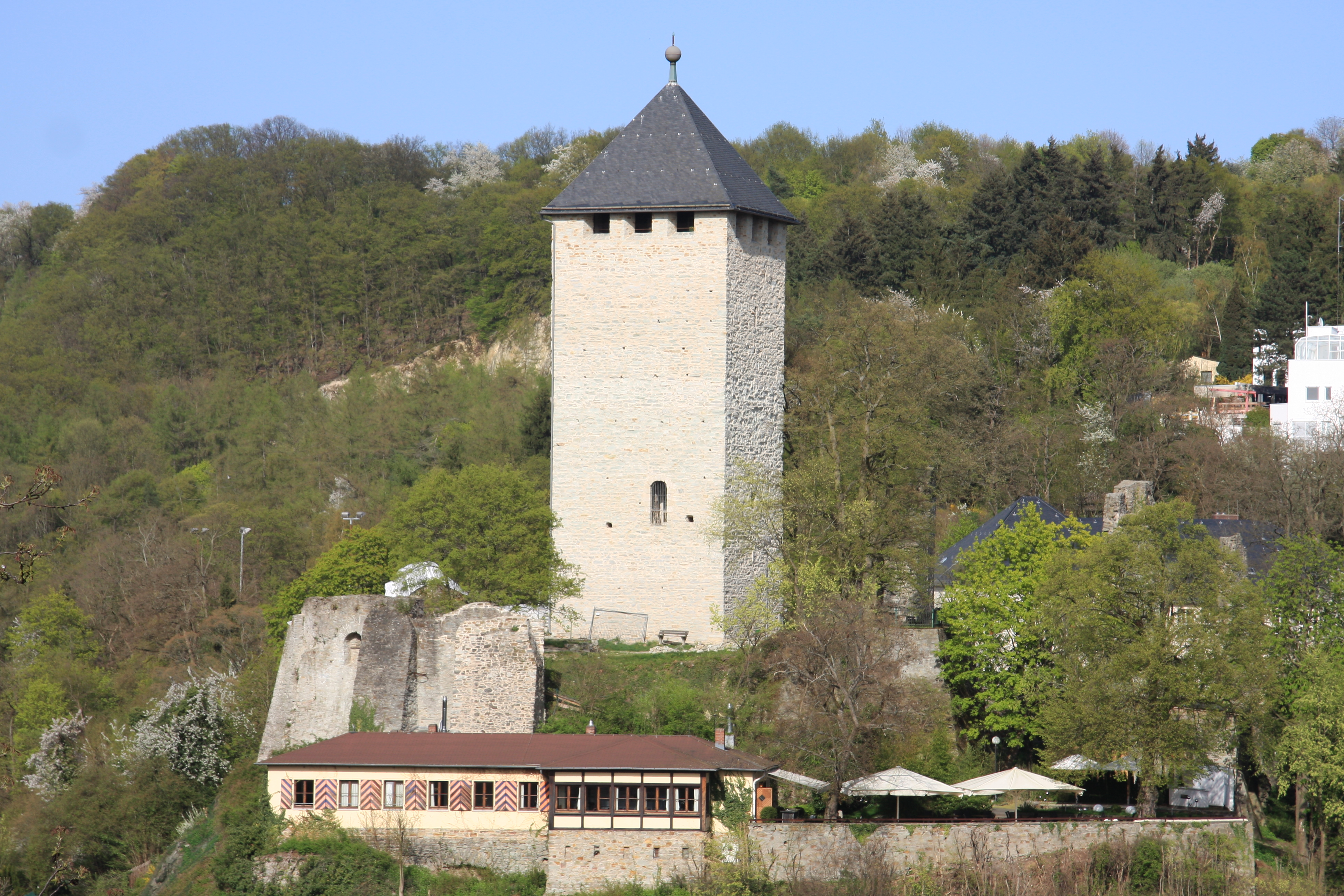
De Burcht Sonnenberg

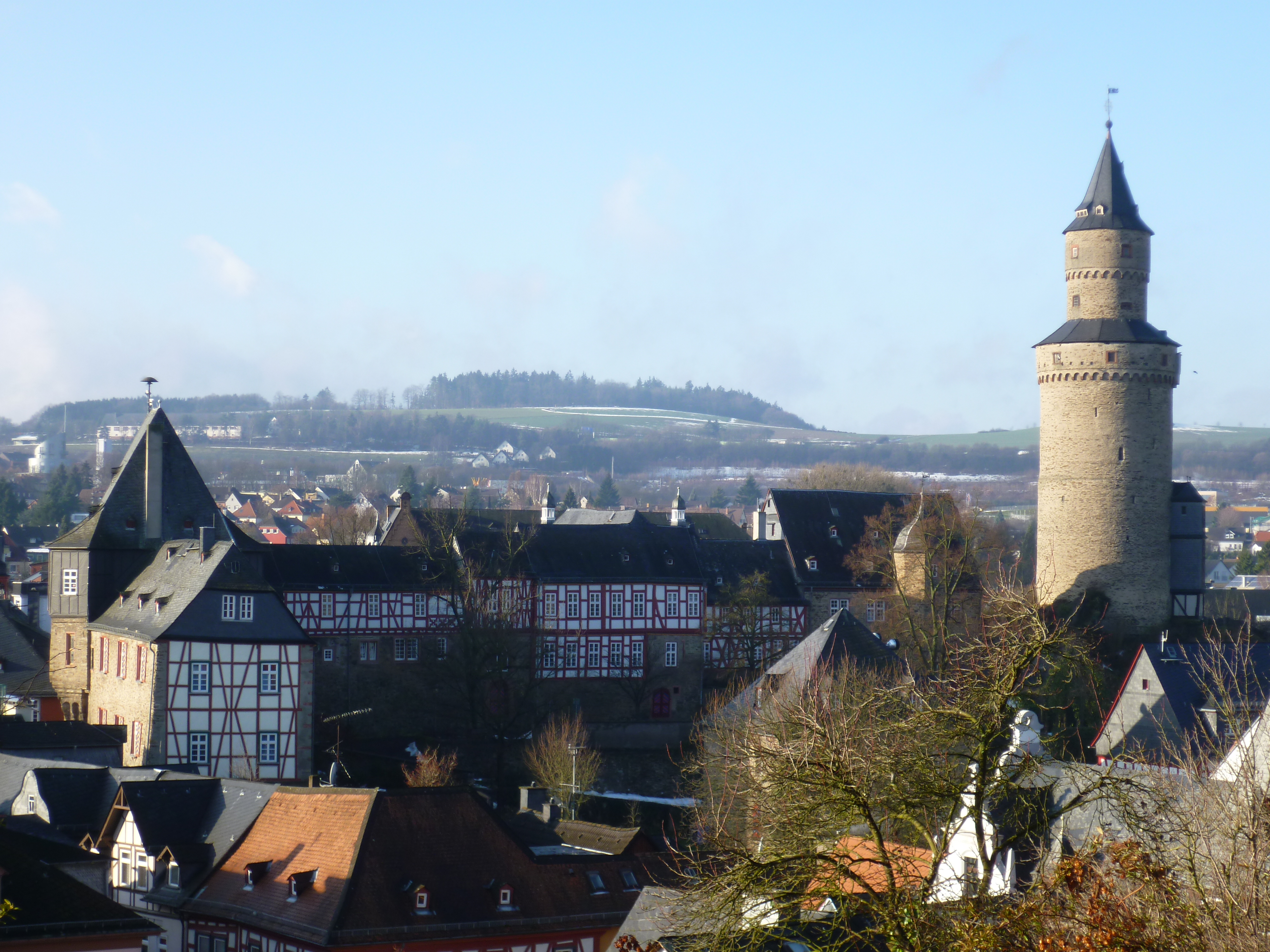
De Burcht Idstein

Rupert was de tweede, maar oudste overlevende, van de vijf zonen van graaf Adolf van Nassau en Imagina van Isenburg-Limburg, dochter van Gerlach I van Isenburg, heer van Limburg an der Lahn en Imagina van Blieskastel. Omdat hij in 1292 een oorkonde heeft opgesteld waarin een schenking van zijn grootmoeder Machteld van Gelre en Zutphen aan Klooster Altenberg bij Wetzlar wordt bevestigd, moet hij op dat moment meerderjarig zijn geweest, d.w.z. ten minste 12 jaar oud.
Als onderdeel van de verkiezingsbeloften van de nieuwgekozen rooms-koning Adolf van Nassau en ter bevestiging van zijn alliantie met koning Wenceslaus II van Bohemen werd er op 30 juni 1292 een huwelijksovereenkomst voor Rupert gesloten met Wenceslaus’s nog in de kinderleeftijd zijnde dochter Agnes. De nog jonge Agnes werd in 1296 overgedragen aan Rupert, maar stierf kort daarna.
Rupert streed op 2 juli 1298 in de Slag bij Göllheim, waarbij zijn vader sneuvelde. Rupert werd gevangen genomen door de aartsbisschop van Mainz, Gerhard II van Eppstein. Deze kon, samen met zijn familieleden de heren van Eppstein, de Burcht Sonnenberg innemen en zwaar verwoesten. Ruperts broer Gerlach, op dat moment nog een kind, kon gered worden. De heren van Eppstein waren al generaties de vijanden van de graven van Nassau.
Ruperts moeder Imagina vroeg Elisabeth van Karinthië, de echtgenote van de nieuwe rooms-koning Albrecht I, in de herfst van 1298 op de hofdag in Neurenberg om de vrijlating van haar zoon. In 1299 werd Rupert door de heer van Rheinberg uit zijn gevangenschap bevrijd.
Samen met zijn broer Gerlach volgde Rupert zijn vader op als graaf van Nassau. In Idstein zette hij de bouw van stadsmuren voort. Hij steunde koning Wenceslaus II van Bohemen in diens ruzie met rooms-koning Albrecht I.

Rupert sneuvelde in Bohemen en werd begraven in Praag. Hij werd opgevolgd door zijn broer Gerlach.

## Voorouders
| Voorouders van Rupert V van Nassau | Voorouders van Rupert V van Nassau                                                                        | Voorouders van Rupert V van Nassau                                                                        | Voorouders van Rupert V van Nassau                                                    | Voorouders van Rupert V van Nassau                                                    | Voorouders van Rupert V van Nassau                                                   | Voorouders van Rupert V van Nassau                                                   | Voorouders van Rupert V van Nassau                                                   | Voorouders van Rupert V van Nassau                                                   |
| ---------------------------------- | --- | --- | ------------------------------------------------------------------------------------- | ------------------------------------------------------------------------------------- | ------------------------------------------------------------------------------------ | ------------------------------------------------------------------------------------ | ------------------------------------------------------------------------------------ | ------------------------------------------------------------------------------------ |
| Betovergrootouders                 | Walram I van Nassau (ca. 1146–1198) ⚭ Kunigunde (?–1198)                                                  | Otto I van Gelre en Zutphen (?–1207) ⚭ ca. 1185 Richardis van Beieren (?–1231)                            | Diederik I van Katzenelnbogen (?–1214/19) ⚭ ? (?–?)                                   | ? (?–?) ⚭ ? (?–?)                                                                     | Gerlach IV van Isenburg (?–vóór 1167) ⚭ ? (?–?)                                      | ? (?–?) ⚭ ? (?–?)                                                                    | Folmar II van Blieskastel (?–vóór 1223) ⚭ Jutta van Saarbrücken (?–?)                | Hendrik II van Sayn (?–1204) ⚭ 1228 Agnes van Saffenberg (?–1201)                    |
| Overgrootouders                    | Hendrik II ‘de Rijke’ van Nassau (ca. 1180–1247/50) ⚭ vóór 1215 Machteld van Gelre en Zutphen (?–na 1247) | Hendrik II ‘de Rijke’ van Nassau (ca. 1180–1247/50) ⚭ vóór 1215 Machteld van Gelre en Zutphen (?–na 1247) | Diederik II van Katzenelnbogen (?–1245) ⚭ vóór 1219 Hildegunde (?–?)                  | Diederik II van Katzenelnbogen (?–1245) ⚭ vóór 1219 Hildegunde (?–?)                  | Hendrik I van Isenburg-Cleeberg (?–vóór 1227) ⚭ Irmingard (?–1213/18)                | Hendrik I van Isenburg-Cleeberg (?–vóór 1227) ⚭ Irmingard (?–1213/18)                | Hendrik van Blieskastel (?–1237) ⚭ vóór 1225 Agnes van Sayn (?–1259)                 | Hendrik van Blieskastel (?–1237) ⚭ vóór 1225 Agnes van Sayn (?–1259)                 |
| Grootouders                        | Walram II van Nassau (ca. 1220–1276) ⚭ vóór 1250 Adelheid van Katzenelnbogen (?–1288)                     | Walram II van Nassau (ca. 1220–1276) ⚭ vóór 1250 Adelheid van Katzenelnbogen (?–1288)                     | Walram II van Nassau (ca. 1220–1276) ⚭ vóór 1250 Adelheid van Katzenelnbogen (?–1288) | Walram II van Nassau (ca. 1220–1276) ⚭ vóór 1250 Adelheid van Katzenelnbogen (?–1288) | Gerlach I van Isenburg-Limburg (?–1289) ⚭ Imagina van Blieskastel (?–vóór 1298)      | Gerlach I van Isenburg-Limburg (?–1289) ⚭ Imagina van Blieskastel (?–vóór 1298)      | Gerlach I van Isenburg-Limburg (?–1289) ⚭ Imagina van Blieskastel (?–vóór 1298)      | Gerlach I van Isenburg-Limburg (?–1289) ⚭ Imagina van Blieskastel (?–vóór 1298)      |
| Ouders                             | Adolf van Nassau (ca. 1255–1298) ⚭ ca. 1271 Imagina van Isenburg-Limburg (?–na 1317)                      | Adolf van Nassau (ca. 1255–1298) ⚭ ca. 1271 Imagina van Isenburg-Limburg (?–na 1317)                      | Adolf van Nassau (ca. 1255–1298) ⚭ ca. 1271 Imagina van Isenburg-Limburg (?–na 1317)  | Adolf van Nassau (ca. 1255–1298) ⚭ ca. 1271 Imagina van Isenburg-Limburg (?–na 1317)  | Adolf van Nassau (ca. 1255–1298) ⚭ ca. 1271 Imagina van Isenburg-Limburg (?–na 1317) | Adolf van Nassau (ca. 1255–1298) ⚭ ca. 1271 Imagina van Isenburg-Limburg (?–na 1317) | Adolf van Nassau (ca. 1255–1298) ⚭ ca. 1271 Imagina van Isenburg-Limburg (?–na 1317) | Adolf van Nassau (ca. 1255–1298) ⚭ ca. 1271 Imagina van Isenburg-Limburg (?–na 1317) |